# Anodonta californiensis
Anodonta californiensis är en musselart som beskrevs av I. Lea 1852. Anodonta californiensis ingår i släktet Anodonta och familjen målarmusslor. IUCN kategoriserar arten globalt som livskraftig. Inga underarter finns listade i Catalogue of Life.